# Poëziecentrum Nederland

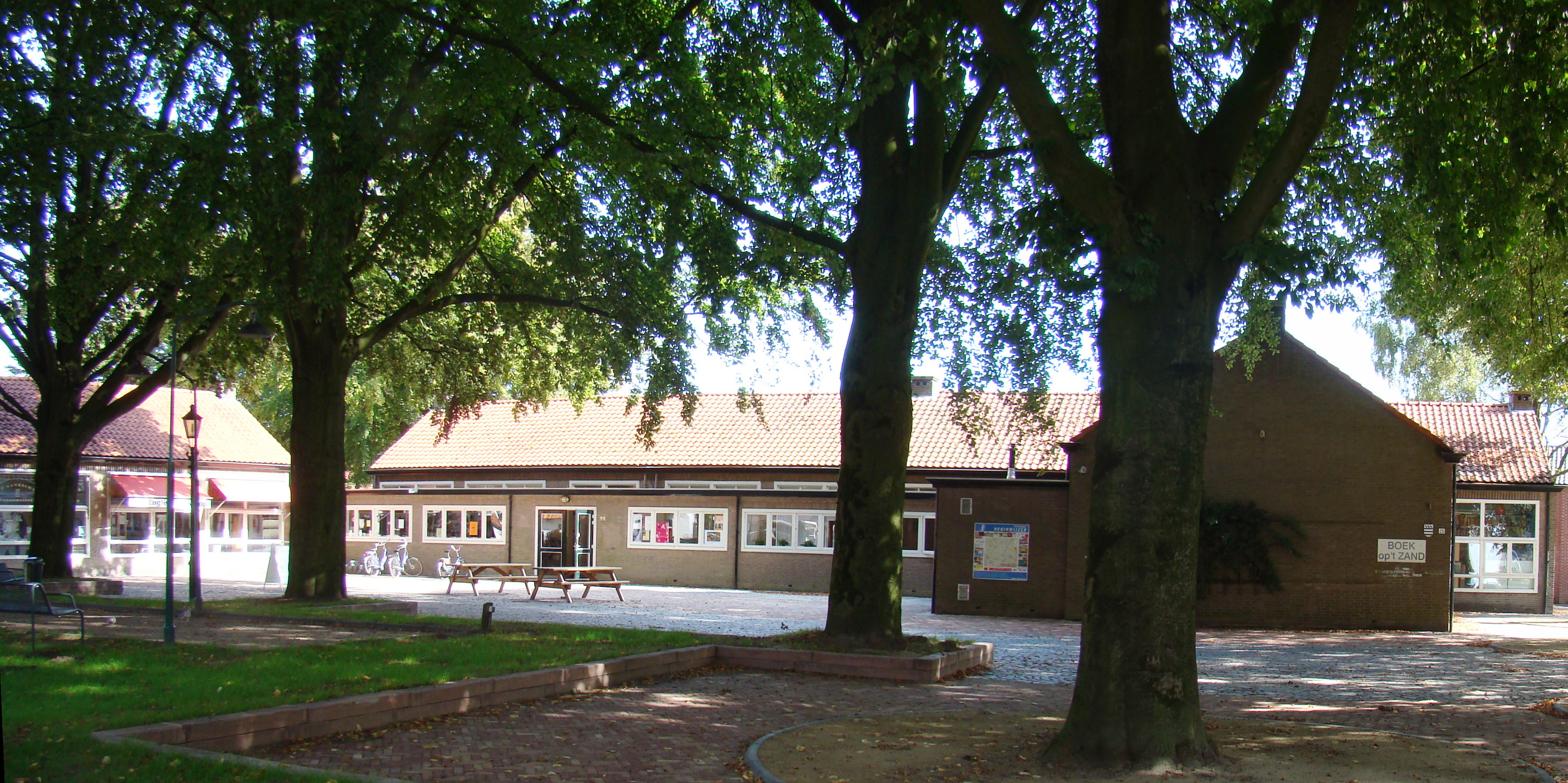
Gebouw Boek op 't Zand te Bredevoort

Poëziecentrum Nederland (PcN), gevestigd in de Centrale Bibliotheek De Mariënburg Nijmegen, is een studie-, documentatie en activiteitencentrum voor Nederlandstalige poëzie. Het centrum wordt draaiende gehouden door vrijwilligers.

## Geschiedenis
Poëziecentrum Nederland werd in 2000 opgericht door de dichter Wim van Til, die zijn privéverzameling met poëziebundels ter beschikking wilde stellen aan het publiek. In 2000 werd het eerste Poëziecentrum Nederland opgericht in het Brabantse Geffen in de directiekamer van een kantoorpand. In Geffen had het centrum nog geen vrijwilligers en was het open op afspraak, het centrum kreeg enige bekendheid, niet alleen onder lezers van poëzie, maar ook onder dichters en/of samenstellers van bloemlezingen.
In 2006 verhuisde het centrum naar het gebouw Boek op 't Zand in het Gelderse Bredevoort. In Bredevoort ontstonden de eerste activiteiten, zoals Ontmoet De Dichter en waren er workshops voor leerlingen van scholen uit Aalten en Winterswijk. Ook ontstond er het eerste beleidsplan.
In februari 2014 kondigde Poëziecentrum Nederland aan te verhuizen naar de centrale bibliotheek van Nijmegen, waarna in maart 2014, met een hommage aan Gerrit Kouwenaar, een einde kwam aan de periode in Bredevoort.
In Nijmegen sloten zich meer vrijwilligers aan bij het centrum en kwam er een bestuur. Sinds 2014 is het centrum qua activiteiten gegroeid. Zo zijn er ontmoetingen met dichters en dichteressen die over hun vak praten. De oprichters van het centrum zijn in het heden nog steeds betrokken en actief.
Tegenwoordig is het centrum ingericht als leeszaal, studieruimte, expositieruimte en ontvangstruimte voor kleinschalige wekelijkse poëzieactiviteiten.

## Activiteiten
Het centrum is uitgegroeid tot een poëzieactiviteitencentrum, dat daarnaast de functie van een  documentatiecentrum vervult. Er zijn maandelijks terugkomende activiteiten zoals:
- Ontmoet de dichter: een gesprek/interview met een dichter of dichteres.
- Tegen het Vergeten: een bijeenkomst waarin het werk van een overleden dichter of dichteres centraal staat.
- Lunchpauze-poëzie: poëziebundels die in Nederland of België maandelijks worden uitgegeven, worden besproken. Deze bundels worden op de website gepubliceerd.

In het poëziecentrum worden tevens bundelpresentaties verzorgd en is er een Open Podium voor dichters of dichteressen.
Daarnaast biedt het PCN andere poëzieactiviteiten aan voor de Regio Nijmegen, zoals het Festival Dichters in de Tuin, dat jaarlijks in juni georganiseerd wordt.

## Collectie
De collectie bestaat uit 17.000 dichtbundels en er is een archief met aanverwante documentatie. De bundels betreffen zowel Nederlandse, Belgische en vertaalde poëzie als bloemlezingen. Het centrum bevat onder meer een knipselarchief en audiofragmenten van dichters en dichteressen.